# Hubert Laws
Pour les articles homonymes, voir Laws.
Hubert Laws est un flûtiste américain né le 10 novembre 1939 à Houston, dans l'État du Texas. Fort d'une carrière de plus de 40 années, Laws est un musicien particulièrement doué, et un des seuls flûtistes contemporains doté d'un répertoire allant du jazz à la musique classique. 

## Biographie
Hubert Laws, Jr. est né le 10 novembre 1939 dans la section Studewood de Houston, au Texas, deuxième des huit enfants d'Hubert Laws, Sr. et de Miola Luverta Donahue.  Plusieurs de ses frères et sœurs se sont également lancés dans l'industrie musicale, notamment le saxophoniste Ronnie et les chanteurs Eloise, Debra et Johnnie Laws. Il a commencé à jouer de la flûte au lycée après avoir proposé de remplacer le flûtiste habituel de l'orchestre de l'école. Il est devenu un adepte de l'improvisation jazz en jouant dans le groupe de jazz Houston, les Swingsters, qui a par la suite évolué pour devenir le Modern Jazz Sextet, les Night Hawks et les Crusaders. À 15 ans, il était membre des premiers Jazz Crusaders lors de son séjour au Texas (1954-1960) et a également joué de la musique classique au cours de ces années.
Gagnant d'une bourse à la Juilliard School of Music de New York en 1960, il étudie la musique en classe et avec le maître flûtiste Julius Baker, et joue avec le New York Metropolitan Opera Orchestra (membre) et le New York Philharmonic Orchestra, 1969–1972. . Au cours de cette période, il interprète les compositions classiques de Gabriel Fauré, Stravinsky, Debussy et Bach sur l'enregistrement de la CTI, Rite of Spring, en 1971, avec une section de cordes et des piliers de jazz comme Airto Moreira, Jack DeJohnette, Bob James et Ron Carter. Il revient à la musique classique en 1976 avec un enregistrement de Roméo et Juliette de Tchaïkovski.

## Discographie

### En tant que leader
| Année | Titre                                                           | Label              | notes |
| ----- | --------------------------------------------------------------- | ------------------ | ----- |
| 1964  | The Laws of Jazz                                                | Atlantic           |       |
| 1966  | Flute By-Laws                                                   | Atlantic           |       |
| 1968  | Laws' Cause                                                     | Atlantic           |       |
| 1969  | Crying Song                                                     | CTI                |       |
| 1970  | Afro-Classic                                                    | CTI                |       |
| 1971  | The Rite of Spring                                              | CTI                |       |
| 1972  | Wild Flower                                                     | Atlantic           |       |
| 1972  | Morning Star                                                    | CTI                |       |
| 1973  | Carnegie Hall                                                   | CTI                |       |
| 1974  | In the Beginning                                                | CTI                |       |
| 1975  | The Chicago Theme                                               | CTI                |       |
| 1975  | The San Francisco Concert                                       | CTI                |       |
| 1976  | Romeo & Juliet                                                  | Columbia           |       |
| 1978  | Say It With Silence                                             | Columbia           |       |
| 1978  | Land of Passion                                                 | Columbia           |       |
| 1980  | Family                                                          | Columbia           |       |
| 1980  | Hubert Laws and Earl Klugh: How to Beat the High Cost of Living | Columbia           |       |
| 1983  | Make It Last                                                    | Columbia           |       |
| 1990  | My Time Will Come                                               | Music Masters Jazz |       |
| 1994  | Storm Then the Calm                                             | Music Masters Jazz |       |
| 1998  | Hubert Laws Remembers the Unforgettable Nat "King" Cole         | RKO/Unique         |       |
| 2002  | Baila Cinderella                                                | Scepterstein       |       |
| 2004  | Moondance                                                       | Savoy Jazz         |       |
| 2005  | Hubert Laws Plays Bach for Barone & Baker                       | Denon Records      |       |
| 2006  | Hubert Laws Live - 30-year Video Retrospective                  | Spirit Productions |       |
| 2009  | Flute Adaptations of Rachmaninov & Barber                       | Spirit Productions |       |

### En tant que sideman
Avec Chet Baker
- She Was Good to Me (1972)
- Studio Trieste (1982)

Avec George Benson
- Tell It Like It Is (A&M/CTI, 1969)
- The Other Side of Abbey Road (CTI, 1969)
- White Rabbit (CTI, 1972)
- Good King Bad (CTI, 1975)
- In Concert-Carnegie Hall (CTI, 1975)
- Pacific Fire (CTI, 1983)

Avec Kenny Burrell
- God Bless the Child (CTI, 1971)

Avec Ron Carter
- Uptown Conversation (Embryo, 1970)
- Blues Farm (CTI, 1973)
- Spanish Blue (CTI, 1974)
- Anything Goes (Kudu, 1975)

Avec Chick Corea
- The Complete "Is" Sessions (1969)
- Tap Step (1980)

Avec Paul Desmond
- From the Hot Afternoon (A&M/CTI, 1969)

Avec Charles Earland
- Intensity (Prestige, 1972)

Avec Gil Evans
- Blues in Orbit (Enja, 1971)

Avec Astrud Gilberto
- Gilberto with Turrentine avec Stanley Turrentine (CTI, 1971)

Avec Grant Green
- The Main Attraction (CTI, 1976)

Avec Johnny Hammond
- The Prophet (Kudu, 1972)

Avec Herbie Hancock
- Dis is da drum: Butterfly (Polygram, 1994)

Avec Eddie Henderson
- Mahal (Capitol, 1978)

Avec Freddie Hubbard
- First Light (CTI, 1971)
- Sky Dive (CTI, 1972)

Avec Bobby Hutcherson
- Highway One (Columbia, 1978)
- Conception: The Gift of Love (Columbia, 1979)

Avec Solomon Ilori
- African High Life (Blue Note, 1964)

Avec Jackie and Roy
- Time & Love (CTI, 1972)
- A Wilder Alias (CTI, 1973)

Avec Milt Jackson
- Milt Jackson and the Hip String Quartet (Verve, 1968)
- Goodbye (CTI, 1973)

Avec Quincy Jones
- Walking in Space (A&M, 1969)
- Gula Matari (A&M, 1970)
- Smackwater Jack (A&M, 1971)
- Body Heat (A&M, 1974)
- Mellow Madness (A&M, 1975)
- Sounds...and Stuff Like That!! (A&M, 1978)

Avec Harold Mabern
- Greasy Kid Stuff! (Prestige, 1970)

Avec Herbie Mann
- Glory of Love (CTI, 1967)

Avec Arif Mardin
- Journey (Atlantic, 1974)

Avec Gary McFarland
- America the Beautiful, An Account of its Disappearance (1968)
- Today (1969)

Avec James Moody
- Great Day (Argo, 1963)

Avec Airto Moreira
- Free (CTI, 1972)

Avec Alphonse Mouzon
- Morning Sun (1981)

Avec Milton Nascimento
- Courage (A&M/CTI, 1969)

Avec Jaco Pastorius
- Jaco Pastorius (Epic, 1976)

Avec Houston Person
- Broken Windows, Empty Hallways (Prestige, 1972)

Avec Dave Pike
- Manhattan Latin (Decca, 1964)

Avec Mongo Santamaria
- Mongomania (Colombia, 1967)

Avec Lalo Schifrin
- Black Widow (CTI, 1976)

Avec Don Sebesky
- Giant Box (CTI, 1973)

Avec Melvin Sparks
- Akilah! (Prestige, 1972)

Avec Leon Spencer
- Bad Walking Woman (Prestige, 1972)
- Where I'm Coming From (Prestige, 1973)

Avec Gábor Szabó
- Mizrab (CTI, 1972)

Avec Bobby Timmons
- Got to Get It! (Milestone, 1967)

Avec Stanley Turrentine
- Nightwings (Fantasy, 1977)
- If I Could (1993)

Avec McCoy Tyner
- Together (1978)
- La Leyenda de La Hora (1981)

Avec Walter Wanderley
- When It Was Done (A&M/CTI, 1968)
- Moondreams (A&M/CTI, 1969)

Avec Randy Weston
- Blue Moses (CTI, 1972)